# الاتفاقية المتعلقة بأسلحة تقليدية معينة
قد تم عقد اتفاقية الامم المتحدة المتعلقة بشأن اسلحة تقليدية معينة (CCW أو CCWC) في مدينة جنيف بتاريخ 10 أكتوبر 1980م، وقد أصبحت حيز التنفيذ في ديسمبر 1983م، للسعي في حظر أو تقييد استعمال اسلحة تقليدية معينة التي يمكن اعتبارها شديدة الضرر أو عشوائية الاثر. العنوان الكامل هو الاتفاقية المتعلقة بحظر أو تقييد استعمال اسلحة تقليدية معينة التي يمكن اعتبارها شديدة الضرر أو عشوائية الأثر. تشمل الاتفاقية الالغام الأرضية، والاشراك الخداعية، والأجهزة الحارقة، واسلحة الليزر المسببة للعمى، وإزالة المتفجرات من مخلفات الحرب.

## الاهداف
تهدف الاتفاقية وبروتوكولاتها إلى توفير قواعد جديدة لحماية المدنيون من الإصابة بالأسلحة التي تستخدم في النزاعات المسلحة وايضاً لحماية المقاتلون من معاناة غير ضرورية. الاتفاقية تشمل الشظايا الغير قابلة للكشف في جسم الإنسان عن طريق الاشعة السينية، الالغام الارضية، والاشراك الخداعية، والاجهزة الحارقة، واسلحة الليزر المسببة للعمى، وإزالة المتفجرات من مخلفات الحرب. يجب على الأطراف في الاتفاقية اتخاذ إجراءات تشريعية وغيرها لضمان الامتثال للاتفاقية.
تعمل اتفاقية الاسلحة التقليدية المعينة (CCWC) إلى جانب اتفاقية الأسلحة الكيميائية (CWC)جامعة للبروتوكولات للتعامل مع اسلحة معينة. تشمل الإتفاقية ووبروتوكولاتها الملحقة جميع أنواع النزاعات المسلحة سواء كانت عالمية أو غير عالمية. ولم يكن هذا هو الحال عندما تم اعتماد الإتفاقية لأول مرة، ولكن تم توسيع النطاق من خلال عقد مؤتمرين في عام 1996م و 2001 م. تنطبق بعض الأحكام أيضاً بعد انتهاء الأعمال القتالية المفتوحة، مثل القواعد في البروتوكولين الثاني والخامس حول تقليل مخاطر الألغام. وغيرها من الذخائر.
تفتقر الاتفاقية المتعلقة بالاسلحة التقليدية المعينة إلى آليات التحقيق والانفاذ ولا تنص على أي عملية رسمية لحل مخاوف الامتثال. ويمكن للدولة الطرف الإخلال بإلتزامها بالإتفاقية أو أي من البروتوكولات، ولكن تبقى ملزمة قانونياً حتى عام واحد بعد إخطار الوديع، الأمين العام للأمم المتحدة، بنيتها التحرر من التزاماتها.

## الاعتماد والدخول حيز التنفيذ
تتكون اتفاقية الاسلحة التقليدية المعينة من مجموعة من بروتوكولات اضافية تمت صياغتها في العاشر من أكتوبر، 1980 م في مدينة جنيف ودخلت حيز التنفيذ في الثاني من ديسمبر، 1983م. اعتبارًا من نهاية يوليو 2024، يوجد 128 دولة اطراف للإتفاقية. بعض من هذه البلدان اعتمدت بعض من البروتوكولات الخمسة فقط وكان اثنان منها هو الحد الأدنى المطلوب لاعتبارها طرفًا.
الإتفاقية لها خمسة بروتوكولات:
- البروتوكول الأول يشدد على الاسلحة ذات الشظايا الغير قابلة للكشف.
- البرتوكول الثاني يشدد على الألغام الارضية، والاشراك الخداعية.
- البرتوكول الثالث يشدد على الاجهزة الحارقة.
- البروتوكول الرابع يشدد على اجهزة الليزر المسببة للعمى (تم اعتمادها في الثالث عشر من أكتوبر، 1995م في مدينة فيينا).
- البروتوكول الخامس وضع التزامات وأفضل الممارسات لإزالة المتفجرات من مخلفات الحرب وقد تم اعتمادها في 28 نوفمبر، 2003 م في مدينة جنيف.

قد تم التعديل على البروتوكول الثاني في عام 1996 م (لتوسعة نطاق تطبيقه) وقد دخل حيز التنفيذ في الثالث من ديسمبر، 1998 م. ادى التعديل إلى توسيع القيود على استخدام الألغام الارضية للنزاعات الداخلية؛ انشئت معايير موثوقة للألغام المبثوثة عن بعد، ومنعت استخدام الشظايا الغير قابلة للكشف في الالغام الارضية المضادة للافراد (APL). ادى الرفض على الحظر الشامل للألغام الارضية إلى معاهدة اوتاوا.

## البروتوكول الأول: الشظايا الغير قابلة للكشف
ينص البروتوكول الأول المتعلق بالشظايا الغير قابلة للكشف بمنع استخدام أي سلاح يكون اثره الاساسي هو الضرر بشظايا لا يمكن اكتشافها في جسم الإنسان عن طريق الأشعة السينية. لأنه من الصعب ازالة مثل هذه الشظايا وتسبب معاناة لا داعي لها. يتم تطبيق هذا البروتوكول عندما يكون الاثر الاساسي هو الضرر باستخدام شظايا غير قابلة للكشف ولا يحظر جميع استخدامات على سبيل المثال البلاستيك في تصميم الاسلحة.

## البروتوكول الثاني: الألغام، الاشراك الخداعية، واجهزة أخرى
ينص البروتوكول الثاني يتعلق بالمنع والتقييد بشأن استخدام الألغام والاشراك الخداعية واجهزة أخرى، تم تعديله في الثالث من مايو، 1996 م، لتعزيز احكامه وتوسيع نطاق التطبيق لتشمل كلا من النزاعات المسلحة العالمية والداخلية. هذا البروتوكول يعمل على التنظيم ولكن لا يحظر الألغام الارضية. البروتوكول يمنع استخدام الألغام المضادة للأفراد غير القابلة للكشف ونقلها؛ يمنع استخدام الألغام غير ذاتية التدمير، والألغام غير ذاتية التعطيل خارج المناطق المسيجة والمراقبة والمعلمة؛ يمنع توجيه الألغام والاشراك الخداعية نحو المدنيون؛ يتطلب وجود اطراف من النزاع لإزالة الألغام والاشراك الخداعية في حال انتهى النزاع؛ تتوسع الالتزامات لحماية حفظ السلام ومهام أخرى للأمم المتحدة ووكالاتها؛ يتطلب من الدول إنفاذ الامتثال لأحكامها في نطاق ولايتها القضائية؛ ويدعو إلى عقوبات جزائية في حالة المخالفة.

## البروتوكول الثالث: الاسلحة الحارقة
ينص البروتوكول الثالث الخاص بالاجهزة الحارقة بشأن المنع والتقييد لاستخدام الاسلحة الحارقة في جميع الظروف، بجعل السكان المدنيون، الافراد المدنيون، أو الاعيان المدنية، عرضة للهجوم بأي سلاح أو ذخيرة مصممة اساساً لإشعال النار في الاهداف، أو التسبب بإصابة الاشخاص بالحرق من خلال المزيج بين اللهب والحرارة الناتج عن تفاعل كيمائي لمادة يتم توصليها إلى الهدف. كما يمنع البروتوكول ايضاً استخدام الاسلحة الحارقة عن طريق الجو ضد الاهداف العسكرية وسط الكثافة السكانية والحد من استخدام الاجهزة الحارقة التي قد يتم توصليها بأي شكلٍ كان. قد لا تكون الغابة أو النباتات هي الهدف إلا إذا استخدمت لإخفاء المقاتلين أو اهداف عسكرية أخرى. يسرد البروتوكول الثالث أنواع الذخائر المعينة مثل القذائف المدفعية والتي تكون لها اثر حارق ثانوي أو اضافي؛ هذه الانواع من الذخائر لا تعتبر من الاسلحة الحارقة.

## البروتوكول الرابع: اسلحة الليزر المسببة للعمى
ينص البروتوكول الرابع الخاص بأسلحة الليزر المسببة للعمى على حظر استخدام الاسلحة التي صممت خصيصاً للتسبب بالعمى الدائم. وقد تم الإتفاق بين اطراف البروتوكول بمنع النقل لمثل هذه الاسلحة لأي دولة أو كيان غير حكومي. لا يمنع هذا البروتوكول انظمة الليزر حيث يكون التسبب بالعمى عرضياً أو يكون اثراً جانبياً، ولكن يجب على الاطراف التي وافقت عليه باتخاذ الاحتياطات اللازمة والممكنة لتجنب مثل هذه الآثار.

## البروتوكول الخامس: المتفجرات من مخلفات الحرب
يتطلب البروتوكول الخامس الخاص بالمتفجرات من مخلفات الحرب ازالة الذخائر الغير منفجرة (UXO)، مثل القنابل الصغيرة الغير منفجرة من القنابل العنقودية والاسلحة المتفجرة المهجورة. عند وقوف الأعمال القتالية الفعلية، يحدد البروتوكول الخامس مسؤولية الأطراف التي استخدمت الأسلحة المتفجرة للمساعدة في إزالة الذخائر غير المنفجرة التي أحدثها هذا الاستخدام. كما يتعين على الأطراف، رهنا بمؤهلات معينة، تقديم معلومات عن استخدامها للأسلحة المتفجرة. كل طرف مسؤول عن المنطقة التي يسيطر عليها بعد النزاع. لا ينطبق البروتوكول على الألغام والأسلحة الأخرى التي يشملها البروتوكول الثاني. جاء البروتوكول نتيجة للوعي المتزايد خلال التسعينيات بأن الحماية من الذخائر غير المنفجرة لم تكن كافية. تم اعتماد البروتوكول في عام 2003 م ودخل حيز التنفيذ في عام 2006 م.

## مقترحات أخرى
اعتبارًا من عام 2017 م، فشلت اتفاقية الأسلحة التقليدية في تحقيق توافق في الآراء بشأن فتح مفاوضات بشأن إضافة آلية امتثال للمساعدة في ضمان وفاء الأطراف بالتزاماتها، وكذلك المفاوضات بشأن حظر الرصاص من العيار الكبير (5.56 أو أصغر). عارضت الصين وروسيا القيود المفروضة على الألغام المضادة للمركبات، مثل اشتراط تعطيل هذه الألغام ذاتياً. في عام 2010 م، فتحت اتفاقية الأسلحة التقليدية محادثات حول تقييد الأسلحة الفتاكة الذاتية.

## وصلات خارجية
- The Convention in English UN site
- Signatures and ratifications of Convention at depositary
- State parties to the treaty
- State parties to the protocols[وصلة مكسورة]